# Santa Rosa de los Pastos Grandes
 (mars 2015).
Si vous disposez d'ouvrages ou d'articles de référence ou si vous connaissez des sites web de qualité traitant du thème abordé ici, merci de compléter l'article en donnant les références utiles à sa vérifiabilité et en les liant à la section « Notes et références ».
Santa Rosa de los Pastos Grandes est une très petite localité de la province de Salta, en Argentine, située dans le département de Los Andes.

## Situation
Elle est située au nord-ouest de la province, quasi au centre de la partie argentine de la Puna d'Atacama à près de 4 000 mètres d'altitude et pratiquement au pied du volcan Quevar, dont le sommet enneigé s'élève au nord-ouest à 6.200 mètres.
Au sud se trouvent les vastes Salar de Pozuelos et Salar de la Laguna Barreal. 
On accède à Santa Rosa par l'est, depuis San Antonio de los Cobres, via la route nationale 51, puis en s'engageant dans la Puna par la route provinciale salteña 129. Après avoir traversé la Sierra de los Pastos Grandes, Santa Rosa apparaît construite en habitations d'argile.

## Population
Santa Rosa de los Pastos Grandes comptait 136 habitants en 2001.

## Tourisme
- Les célébrations religieuses à la Pachamama (Terre Mère) : une procession a lieu suivie d'un repas collectif préparé dans un grand puits ; c'est le rite appelé chauyaco (multiplication).

- Le paysage environnant offre des vues extraordinaires : grands salars de milliers de kilomètres carrés, cordillères de plus de 6 000 mètres d'altitude, et aussi intéressants pétroglyphes de l'antique culture atacama.

Santa Rosa de los Pastos Grandes est située au sein de la réserve provinciale de Los Andes.